# أ. هنتر دوبري
أ. هنتر دوبري (بالإنجليزية: A. Hunter Dupree)‏ هو مؤرخ التكنولوجيا ‏ ومؤرخ وضابط وأستاذ جامعي أمريكي، ولد في 29 يناير 1921 في هيلزبورو في الولايات المتحدة.